# Marisa Ciriza Coscolín
Marisa Ciriza Coscolín (San Sebastián, 10 de mayo de 1946) es una periodista española. Fue miembro del Consejo de Administración de RTVE, a propuesta del PP, desde 2012 hasta marzo de 2021. El 31 de enero de 2018 fue elegida por el Consejo de Administración de RTVE presidenta del recién creado Observatorio de Igualdad de RTVE.

## Trayectoria
Se licenció en Periodismo por la Universidad Complutense de Madrid, tras obtener la diplomatura en la Universidad de Navarra.  
Trabajó en la agencia Europa Press en las delegaciones de Madrid y Barcelona; en los diarios 'Informaciones' y 'El Independiente' y en las revistas 'Doblón' y 'Opinión'. Durante ocho años fue corresponsal en Madrid de 'El Diario Vasco', de San Sebastián, y también fue colaboradora de la agencia Colpisa.
Especializada en temas de cultura y sociedad, ha colaborado en diversas revistas y suplementos culturales. Entre 1981 y 2006 fue redactora fija por oposición de RTVE, donde fue jefa de Cultura de los Servicios Informativos de Televisión Española, directora y guionista de documentales culturales y subdirectora y presentadora de Diario de la Noche. También ha trabajó como colaboradora en programas de entrevistas en RNE.
Fue directora del programa cultural "Un mundo feliz" donde se recogían biografías de escritores, artistas, científicos, de carácter universal; de la serie "Mujeres de hoy" en colaboración con el Instituto de la Mujer en la que se analizaba la relación Mujer y Deporte, Mujer y Cultura y Mujer en el mundo Rural. Y guionista de la serie "Los caminos de la libertad".
Incluida en el ERE (Expediente de Regulación de Empleo) de RTVE en el 2006, finalizó su relación laboral adscrita al departamento de Programas en Prado del Rey como directora y guionista de la serie de documentales culturales "Creadores del S. XX" realizada en colaboración con la Sociedad Estatal de Conmemoraciones Culturales.
Fue elegida vocal de la Asociación de la Prensa de Madrid en las elecciones del 2000 en la candidatura de Alejandro Fernández Pombo; vicepresidenta primera responsable de asuntos profesionales con el presidente Fernando González Urbaneja y con la presidenta Carmen del Riego. Presidió la Comisión de Garantías y asuntos profesionales de la APM , integrada a su vez en la Comisión de Garantías de la FAPE.
En junio de 2012, fue elegida por el Congreso de los Diputados miembro del Consejo de Administración de RTVE, a propuesta del PP. Ostentó el cargo hasta el 26 de marzo de 2021.
En 2014 fue vicepresidenta primera para Asuntos Profesionales de la APM y vocal de la Comisión de Quejas y Deontología de la Federación de Asociaciones de Periodistas de España (FAPE).
Ha sido miembro de los jurados encargados de la concesión del Premio Nacional de Historia de España (2009), Premio Nacional de las Letras Españolas (2010), Premio de Literatura en Lengua Castellana "Miguel de Cervantes" (2010) y Premio Nacional de Literatura en la modalidad de Narrativa (2011).
El 31 de enero de 2018 fue elegida por el Consejo de Administración de RTVE presidenta del nuevo Observatorio de Igualdad de RTVE creado a partir del Pacto de Estado contra la violencia de género.

## Publicaciones
- Periodismo confidencial